# Podbreg, Vipava
Podbreg este o localitate din comuna Vipava, Slovenia, cu o populație de 104 locuitori.